# ネコまる
ネコまるは、辰巳出版社が発行する、ネコの写真を扱う雑誌。2002年5月21日創刊。同じく辰巳出版社発行の『猫びより』の増刊号であり、年2回発行される。2012年までは日本出版社から発行されていた。
『猫びより』がプロの写真家による写真を中心に据えているのに対し、『ネコまる』は読者から投稿された写真・エッセイ・イラストなどが中心である。そのうち編集部が投稿作品の中から特に良い写真やイラストが「ネコまる大賞」に選ばれる。投稿される内容は写真が多く、毎号500点を超える。